# ライース・アリーム
ライース・アリーム（Raeese Aleem、1990年6月21日 - ）は、アメリカ合衆国のプロボクサー。ミシガン州マスキーゴン出身。元WBA世界スーパーバンタム級暫定王者。

## 来歴
2020年8月1日、モヒガン・サン・アリーナでWBA世界スーパーバンタム級9位のマーカス・バテスと2年4ヶ月ぶりの再戦となるWBA世界スーパーバンタム級挑戦者決定戦を行い、10回2分8秒TKO勝ちを収めブランドン・フィゲロアへの挑戦権を獲得した。
2021年1月23日、モヒガン・サン・アリーナでWBA世界スーパーバンタム級8位のヴィクター・パシージャスとWBA世界スーパーバンタム級暫定王座決定戦を行い、11回2分3秒TKO勝ちを収め王座を獲得した。
2021年8月25日、WBAは暫定王座を廃止すると共に指名挑戦権を付与する措置を行った。
2022年9月4日、ロサンゼルスのクリプト・ドットコム・アリーナでマイク・プラニアと対戦し、10回3-0（100-89×3）の判定勝ちを収めた。
2023年6月18日、オーストラリアのゴールドコーストでIBF世界スーパーバンタム級4位のサム・グッドマンとIBF世界スーパーバンタム級挑戦者決定戦を行い、12回1-2（116-112、111-117、112-116）の判定負けを喫しマーロン・タパレスへの挑戦権を獲得出来なかった。

## 戦績
- プロボクシング：21戦 20勝 (12KO) 1敗

| 戦           | 日付           | 勝敗 | 時間     | 内容    | 対戦相手                           | 国籍           | 備考                                    |
| ------------ | -------------- | ---- | -------- | ------- | ---------------------------------- | -------------- | --------------------------------------- |
| 1            | 2011年9月10日  | ☆    | 2R 2:00  | TKO     | デワウン・ベル                     | アメリカ合衆国 | プロデビュー戦                          |
| 2            | 2012年3月16日  | ☆    | 4R       | 判定3-0 | デウェイン・ウィズダム             | アメリカ合衆国 |                                         |
| 3            | 2012年6月30日  | ☆    | 1R 2:10  | TKO     | デラノ・ケアロハパウォール         | アメリカ合衆国 |                                         |
| 4            | 2012年7月21日  | ☆    | 4R       | 判定3-0 | デボンテ・アレン                   | アメリカ合衆国 |                                         |
| 5            | 2014年11月29日 | ☆    | 4R       | 判定3-0 | カール・カリー                     | アメリカ合衆国 |                                         |
| 6            | 2015年6月12日  | ☆    | 3R 0:33  | TKO     | アントワーヌ・ナイト               | アメリカ合衆国 |                                         |
| 7            | 2015年8月22日  | ☆    | 4R       | 判定3-0 | ホセ・シルベリア                   | メキシコ       |                                         |
| 8            | 2015年10月9日  | ☆    | 3R 終了  | TKO     | ステファン・マッキンタイア         | アメリカ合衆国 |                                         |
| 9            | 2016年2月6日   | ☆    | 6R       | 判定3-0 | ステファン・マッキンタイア         | アメリカ合衆国 |                                         |
| 10           | 2016年8月26日  | ☆    | 4R 終了  | TKO     | デウェイン・ウィズダム             | アメリカ合衆国 |                                         |
| 11           | 2018年4月6日   | ☆    | 8R       | 判定3-0 | マーカス・ベイツ                   | アメリカ合衆国 |                                         |
| 12           | 2018年9月25日  | ☆    | 5R 終了  | TKO     | アルシデス・サンティアゴ           | プエルトリコ   |                                         |
| 13           | 2018年12月14日 | ☆    | 5R 1:53  | TKO     | デリック・ウィルソン               | アメリカ合衆国 |                                         |
| 14           | 2019年5月10日  | ☆    | 1R 1:51  | TKO     | ホセ・ロブレス                     | メキシコ       |                                         |
| 15           | 2019年10月26日 | ☆    | 3R 終了  | TKO     | サウル・エドゥアルド・エルナンデス | メキシコ       |                                         |
| 16           | 2020年2月14日  | ☆    | 4R 1:31  | TKO     | アダム・ロペス                     | アメリカ合衆国 |                                         |
| 17           | 2020年8月1日   | ☆    | 10R 2:18 | TKO     | マーカス・ベイツ                   | アメリカ合衆国 |                                         |
| 18           | 2021年1月23日  | ☆    | 11R 1:00 | TKO     | ヴィクター・パシージャス           | アメリカ合衆国 | WBA世界スーパーバンタム級暫定王座決定戦 |
| 19           | 2021年11月27日 | ☆    | 10R      | 判定2-0 | エドゥアルド・バエス               | メキシコ       | NABO北米スーパーバンタム級王座決定戦    |
| 20           | 2022年9月4日   | ☆    | 10R      | 判定3-0 | マイク・プラニア                   | フィリピン     | NABO防衛1                               |
| 21           | 2023年6月18日  | ★    | 12R      | 判定0-3 | サム・グッドマン                   | オーストラリア | IBF世界スーパーバンタム級挑戦者決定戦   |
| テンプレート |                |      |          |         |                                    |                |                                         |

## 獲得タイトル
- NABO北米スーパーバンタム級王座
- WBA世界スーパーバンタム級暫定王座（防衛0=廃止）